# Пруди (Гур'євський міський округ)
Пруди (рос. Пруды) — селище Гур'євського міського округу, Калінінградської області Росії. Входить до складу Добринського сільського поселення.
Населення —  14 осіб (2015 рік). 

## Населення
| 2002 | 2010 |
| ---- | ---- |
| 12   | ↗14  |